# Neudorf (Obertrubach)
Neudorf (oberfränkisch: Naidurf) ist ein Gemeindeteil der Gemeinde Obertrubach im Landkreis Forchheim (Oberfranken, Bayern). Neudorf liegt in der Gemarkung Obertrubach.

## Geografie
Das Dorf liegt inmitten einer Rodungsinsel im nordwestlichen Randbereich der Pegnitz-Kuppenalb. Eine Gemeindeverbindungsstraße führt nach Obertrubach zur Staatsstraße 2260 (1,1 km westlich) bzw. zur St 2260, kurz bevor diese dann in die Bundesstraße 2 einmündet (0,5 km südöstlich).

## Geschichte
Der Ort wurde im Jahr 1383 erstmals erwähnt, als Konrad von Egloffstein „zwei güter zu Neuendorf“ an Albrecht, Landgraf zu Leuchtenberg, verkaufte.
Mit dem Gemeindeedikt (frühes 19. Jahrhundert) wurde Neudorf dem Steuerdistrikt Obertrubach und der Ruralgemeinde Obertrubach zugewiesen.